# Brigitte LG Baptiste
Brigitte LG Baptiste (castellà: Brigitte Baptiste)  (Bogotà, 23 d'octubre de 1963) és una biòloga colombiana que actualment s'exerceix com a rectora de la Universitat EAN. A més, és columnista en el diari econòmic La República i en el diari El Espectador.

## Formació
Brigitte Baptiste va estudiar al Col·legi Refous de Cota i després es va graduar en biologia ala Pontifícia Universitat Javeriana, amb una tesi sobre l'ecologia de la pesca a Araracuara, a l'Amazones. Entre 1992 i 1994 va fer un mestratge en conservació i desenvolupament tropical a Gainesville, Universitat de Florida, gràcies a una beca de la Comissió Fulbright. El seu treball de grau es va enfocar en la salvaguarda dels boscos en mans de les comunitats rurals al departament de Boyacá i els Andes colombians.
El 2001 i el 2002, com a becària, va cursar un postgrau en ciències ambientals a la Universitat Autònoma de Barcelona (UAB).
Va desenvolupar estudis addicionals a la Universitat de San Carlos de Guatemala i CATIE (1989) i a la Universitat dels Andes (Veneçuela) en temes relacionats amb les protegides i l'ecologia tropical. També en temes de monitoratge de biodiversitat en el Smithsonian Institution en el Shenandoah National Park (EUA). Va rebre un PhD Honoris causa en Gestió Ambiental de l'Institut Universitari de la Pau - UNIPAZ el 2016.

## Vida docent (1989-1995, 2003-2009)
Va ser docent i investigadora de la Pontifícia Universitat Javeriana en dues ocasions (1989-1995 i 2003-2009) en temes d'Ecologia del Paisatge i Història de l'Ecologia. Com a estudiant de Biologia, va fundar amb altres col·legues el Grup Ecològic Gea (1982).

## Institut Humboldt (1995-2019)
Va coordinar el Programa d'Ús i Valoració de Biodiversitat (1995-2000) i la Subdirecció Científica de l'Institut (2009-2011). Va assumir el càrrec de directora de l'Institut Humboldt el 2011. A més, va copresidir els grups de treball en Coneixement Indígena i Local, com també en Eines i Metodologies de Política.
És, així mateix, membre del Science Policy Advisory Committee de la IAI (Iniciativa Ambiental Interamericana per al Canvi Global) i del comitè científic del programa global PECS (Ecosystem Change and Society).
El 2016 es va integrar a l'Institut al grup de recerca de l'expedició ColombiaBIO, que buscava redescobrir el territori nacional aprofitant els resultats de l'Acord de Paz amb les FARC-EP. Això va portar a recerques biològiques a Santander, departament de Boyacá i Nariño.
A partir del 2018 va proposar la visió de l'"ecologia queer", per tal com va proposar el desenvolupament de la idea de la naturalesa com un escenari obert per a la transgressió i el progrés de visions no convencionals, amb la finalitat que els processos de la fauna i flora no passin desapercebuts sota una visió homogènia.
A l'agost de 2019 va anunciar que es retirava voluntàriament de l'Institut, per raons personals.
La seva biografia va formar part d'un homenatge mitjançant la publicació del llibre Brigitte Baptiste: un homenatge il·lustrat, publicat el 2019.

## Rectoria de la Universitat EAN
El Consell Superior de la Universitat EAN la va nomenar rectora a partir de setembre de 2019. La funció de tenir una biòloga com a rectora d'una escola d'Administració i Negocis era ben clara: consolidar "l'emprenedoria sostenible" i l'evolució dels models educatius.

## Reconeixements
El desembre de 2024, la BBC va incloure-la en la seva llista 100 Women, que reconeix a les dones més inspiradores i influents de l'any a nivell mundial.